# 哈佛大学
哈佛大學（英語：Harvard University）為一所本部坐落於美國麻省劍橋市的私立研究型大學。其因歷史、學術影響力、財富等因素而獲評為世上最享負盛名的學府之一。
哈佛於1636年由當地的殖民地立法機關立案成立，迄今為全美歷史最悠久的高等學府，並擁有北美最古老的校董委員會。其最初稱之為「新學院」（New College），該機構為了感謝一名年輕的加尔文宗牧師約翰·哈佛所作出的捐贈，而改名為「哈佛學院」。雖然從沒有與任何宗教派別有正式的聯繫，然而早期的學院還是以培養公理會及一位論派神職者為主要職責。但自18世紀起，其課程與學生群體的宗教性質漸漸淡化，而19世紀的哈佛則進一步成為波士頓菁英的文化起源地。美國南北戰爭後，當時的校長查爾斯·艾略特將哈佛各個學術機構綜合成一所研究型大學，並增添小班授課以及入學考試，而這些模式同時也影響國家的中高等教育政策。此校亦為美洲大學協會12個創始成員之一，並在經濟大蕭條及二次大戰後進一步修改課程及收生政策，後與拉德克利夫學院合併成為男女校。
校方目前共有十所學院及一所高等研究院，這些單位遍佈鄰近各區：其本部位於劍橋的哈佛园；醫學、公共衛生及牙醫學院位於波士頓的長木醫學區；而包括哈佛體育場在內的大學體育設施以及商學院則在奧爾斯頓。哈佛同時擁有龐大的資產，每年所收到的捐款回贈數目長期位列全球教育機構之首。
哈佛大學為全美最難入讀的學府之一。學校的研究生課程較為多元化，而學士教育則主要集中在文理學範疇。校方在2007年起實行財政援助政策，家庭年收入低於一定數目的學生獲得不同程度的學費豁免。哈佛擁有全美最古老的圖書館系統，這同時也是全球最具規模的私立及大學圖書館系統，館藏量逾1,600萬冊。其為常春藤盟校成員之一，現共有42支參與不同運動競賽的代表隊，屬全美大學體育協會甲組。除了體育，學生的課外生活還包括各個學會所舉辦的活動。哈佛校友涵蓋8名美國總統及多國領袖與政治要員；其亦培養了62名富翁企業家及335位羅德學者，人數均為全美最多。截止2020年10月，共有161名諾貝爾獎得主、18位菲尔兹奖得主、14位图灵奖得主現在或曾經在哈佛學習或工作。

## 歷史

### 殖民地時期

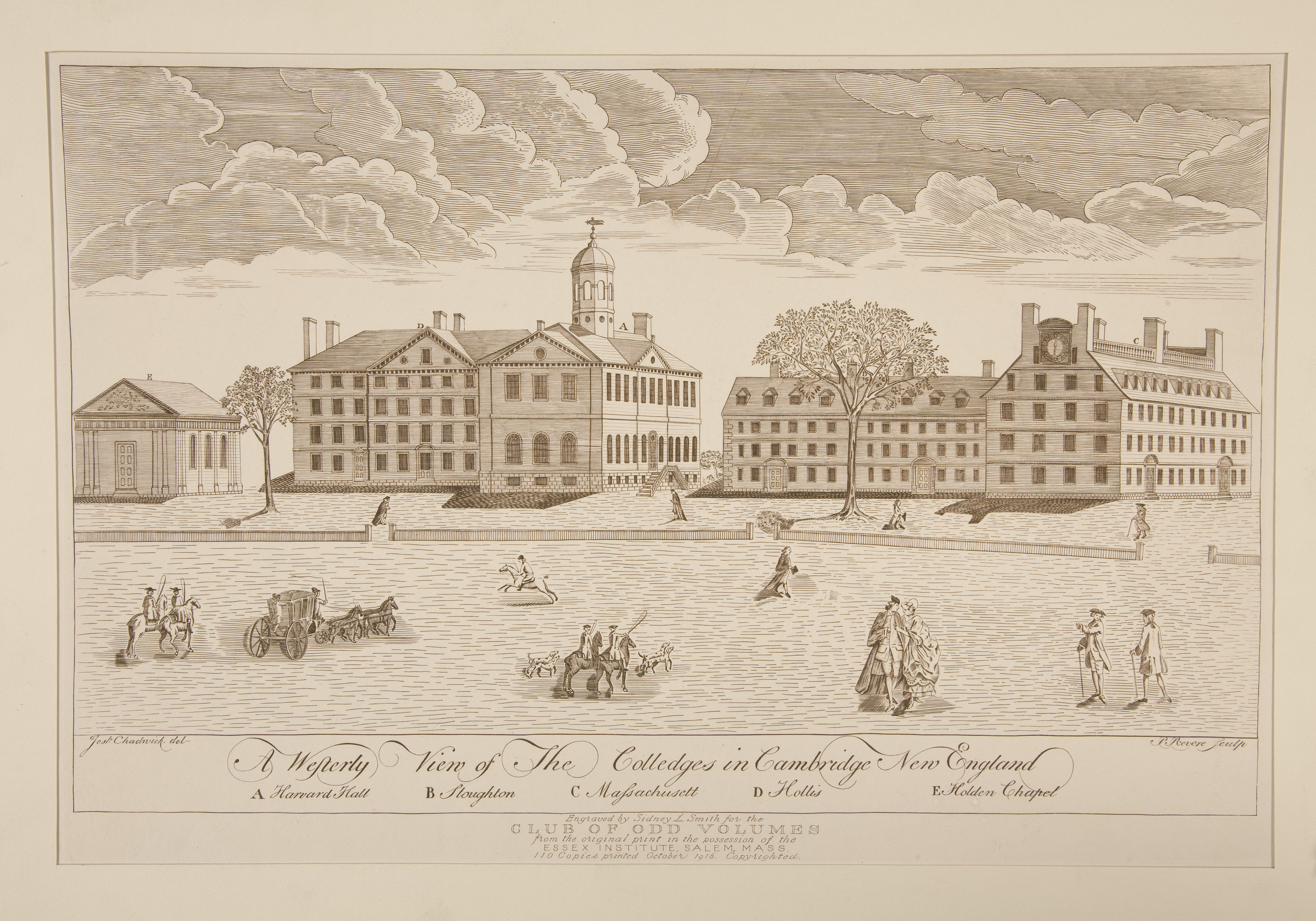
1767年保羅·列維爾筆下的哈佛學院

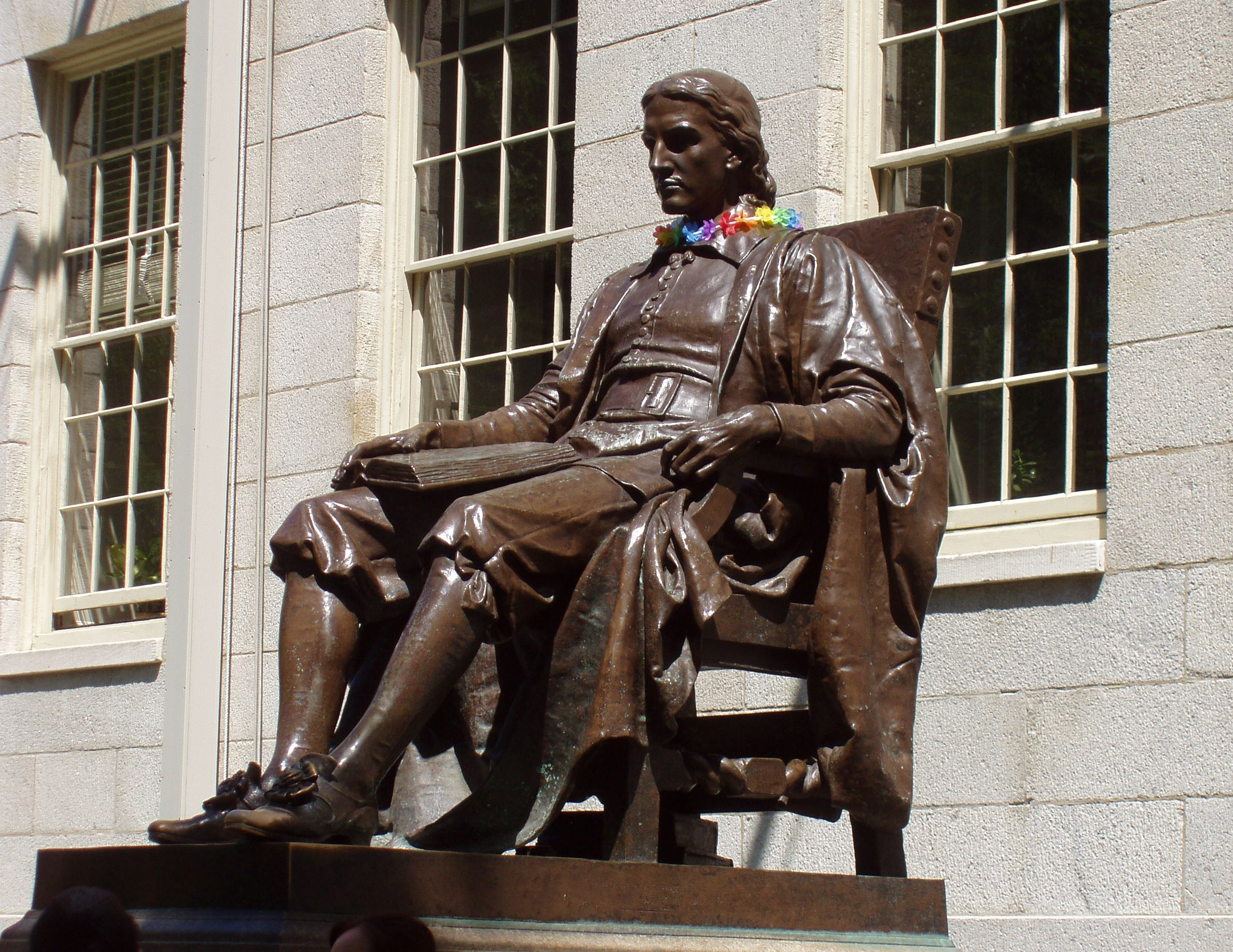
約翰·哈佛在校园里的塑像（攝於2005年6月）

哈佛大學最初在1636年由麻省殖民地立法機關立案成立，成為全美第一所高等教育機構，當時稱之為「新學院」或「新市民學院」。後來在1639年3月13日改名為「哈佛學院」，這是為感謝及紀念時為英國劍橋大學校友及牧師的約翰·哈佛，對有關學院的慷慨捐助（這同時也是麻省劍橋市的命名由來），這些捐贈品包括四百多本書籍及779英鎊，這些差不多是他一半的家產。1650年哈佛學院成立其法人機構，在早期也培養很多相關人才。哈佛學院當時主要模仿英國大學的模式辦學，很多學院裡面的領導人均遠赴劍橋大學學習，但當地清教徒的哲學思想卻獲得保留。雖說哈佛學院沒有和任何宗教組織聯繫，但不少早期的畢業生均赴新英格蘭當神職人員，以至於當時所有的宣傳小冊子均將哈佛學院的成立，描述為「成立學院促進學問並將其傳承給子孫後代，是擔心現在的牧師們都葬身塵埃時，給教會留下一群文盲神職人員。」。學院的領導者一直都是神職人員，直到1708年第一個非清教徒成員的校長上任，哈佛才從清教徒思想的管制中獨立出來。

### 19世紀
1805年，哈佛由一位論派者，亨利·威爾接手管理，這也使美國的教育機構開始世俗化，而哈佛在1850年代開始被指是“一位論派的梵蒂岡”。他們與聯邦黨結盟，並開辦很多機構，以擴大其政治及文化勢力。與此同時，一些神學的保守派人士則利用大眾傳媒，抨擊對方企圖凝聚寡頭政治文化及破壞美利堅合眾國憲法的政治原則。
1846年瑞士科學家路易斯（Louis Agassiz）到訪哈佛及紐約市，受到當地學生們的讚賞。他提倡「超越物質自然，理解智慧存在」，並認為物體的架構及轉變均建基於其原型。這與哈佛當時的兩名參與課程編制的老師—托馬斯·里德及杜格爾德·斯圖爾特的看法一致，故使其思想得以擴大並得到更多當地人的支持。
1869年到1909年，查爾斯·艾略特在任校長期間，將課程中固有的基督教文化成分刪去，讓學生能自願及選擇性地去學習相關的宗教文化。他也將哈佛各個書院以及學術機構綜合成一所研究型大學，改革措施包括小班授課以及入學考試，這些模式也影響美國國家的高等和基礎教育政策。

### 20世紀

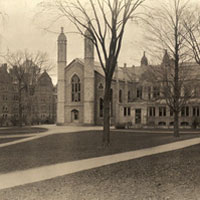
哈佛大學（1910年）

20世紀的哈佛的地位及聲譽，隨著獲得的捐助金及教授的人數上升而迅速提升，申請入學的學生人數也因課程數目的增大及校園的擴建而上升，其在1900年成為美國大學協會其中一個原始成員。於1879年成立的拉德克利夫學院與哈佛結盟為姊妹學校，亦成為美國當時最著名的女子學校；後來兩者合併，拉德克利夫成為哈佛大學的一部分。
1933年上任的校長詹姆斯·布莱恩特·科南特重新建立創意獎學金制度，以鼓勵及吸納人才，確保學校在研究機構中的領導地位。他認為高等教育是給真正有才華的人而不是富家子弟。他進行課程制度的調節，全力支持有才華的年輕人。他更在1943年要求教職員對「什麼才是中等及高等教育的目的」提出明確的看法，1945年列出的報告是20世紀美國最具影響力的教育宣言。
1945—1960年，哈佛改變收生政策，開始接受來自不同背景的學生，而不只是一些來自貴族學校的子弟。學生的種類也開始多元化，校園裡多了猶太人及天主教徒，惟黑人及亞洲人仍只佔極少數。
女性在哈佛的地位也於20世紀末不斷上升。初期，女性學生仍集中在拉德克利夫學院。雖然多了女學生情願報讀哈佛本身的課程，但哈佛的學生仍以男性居多，五個學生裡平均只有一個為女性。可是，隨著與拉德克利夫學院在1977年合併，哈佛的女學生人數每年不斷上升。這也反映了美國高等教育的趨勢。
1999年，拉德克利夫學院正式成為哈佛大學的拉德克利夫高等研究學院。時任院長的德鲁·吉爾平·福斯特也後在2007年正式成為哈佛創校300多年以來第一位女性校長，亦是繼賓夕法尼亞大學、布朗大學與普林斯頓大學後，常春籐盟校的第四位女性校長。

### 21世紀
2025年4月11日，美國總統特朗普要求哈佛大学去除反犹以及向少数族裔倾斜的举措。14日，哈佛大学拒绝了特朗普政府的要求。特朗普政府隨即宣布冻结对哈佛22亿美元的拨款。5月13日，美国政府又削減4.5亿美元。5月22日，美国政府禁止哈佛招收国际学生。5月23日，美国一名联邦法官就美国政府禁止哈佛大学招收国际学生的政策发出临时限制令，要求在29日举行听证会前维持现状。6月4日，特朗普決定暂停讓在哈佛大学学习或参加交流项目的外国公民入境。6月5日，美国法官阻止特朗普的哈佛国际学生签证限制至6月16日。6月20日，美國聯邦法官無限期禁止川普政府撤銷哈佛大學接待國際學生及學者的資格。6月23日，美国联邦法官又下達命令阻止政府禁止哈佛大学招收国际学生。

## 校園

### 校區

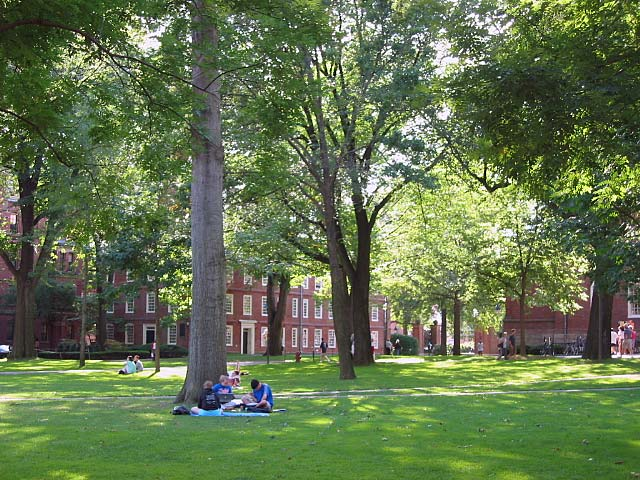
哈佛庭院

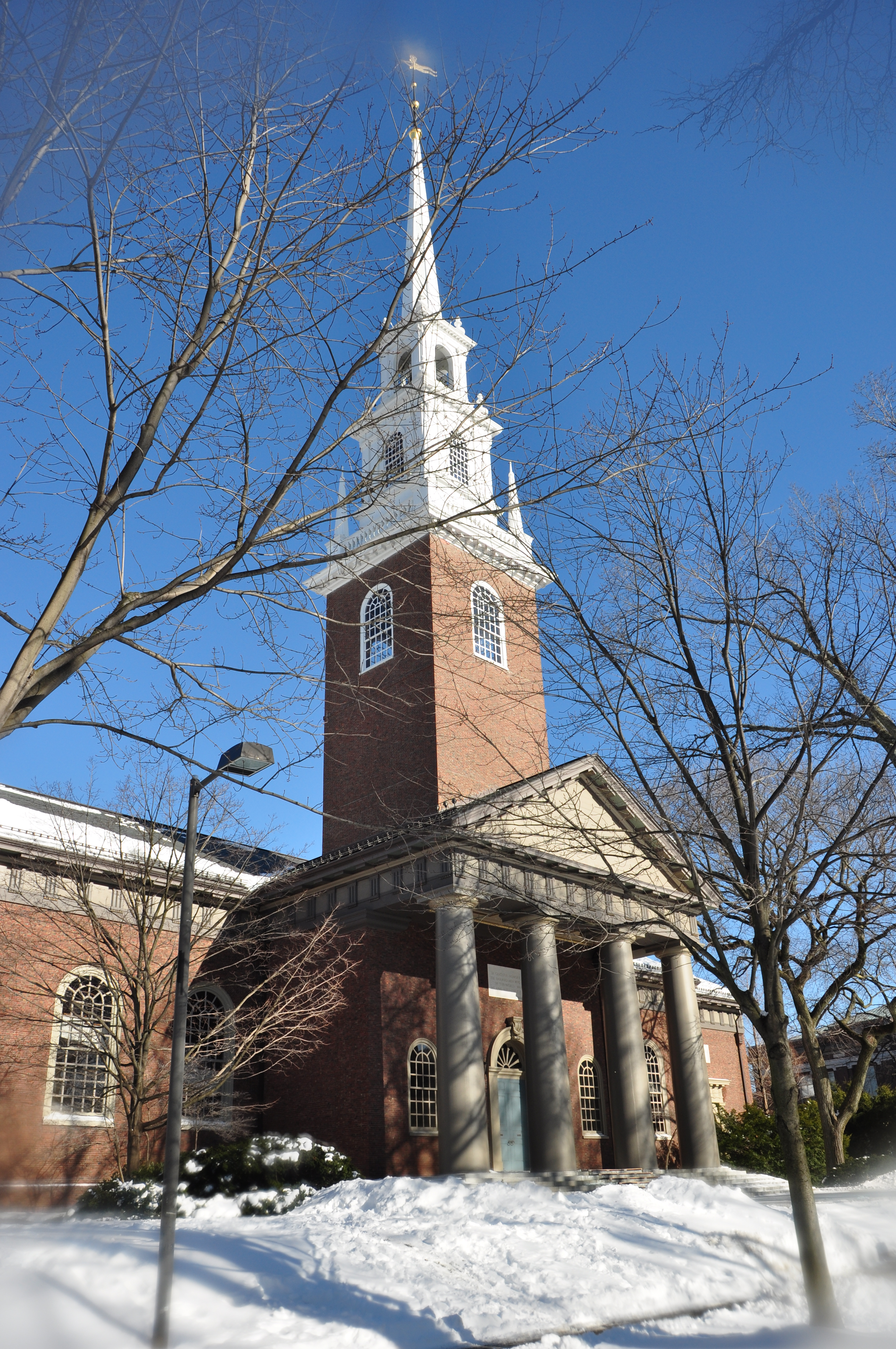
冬季裡的紀念教堂

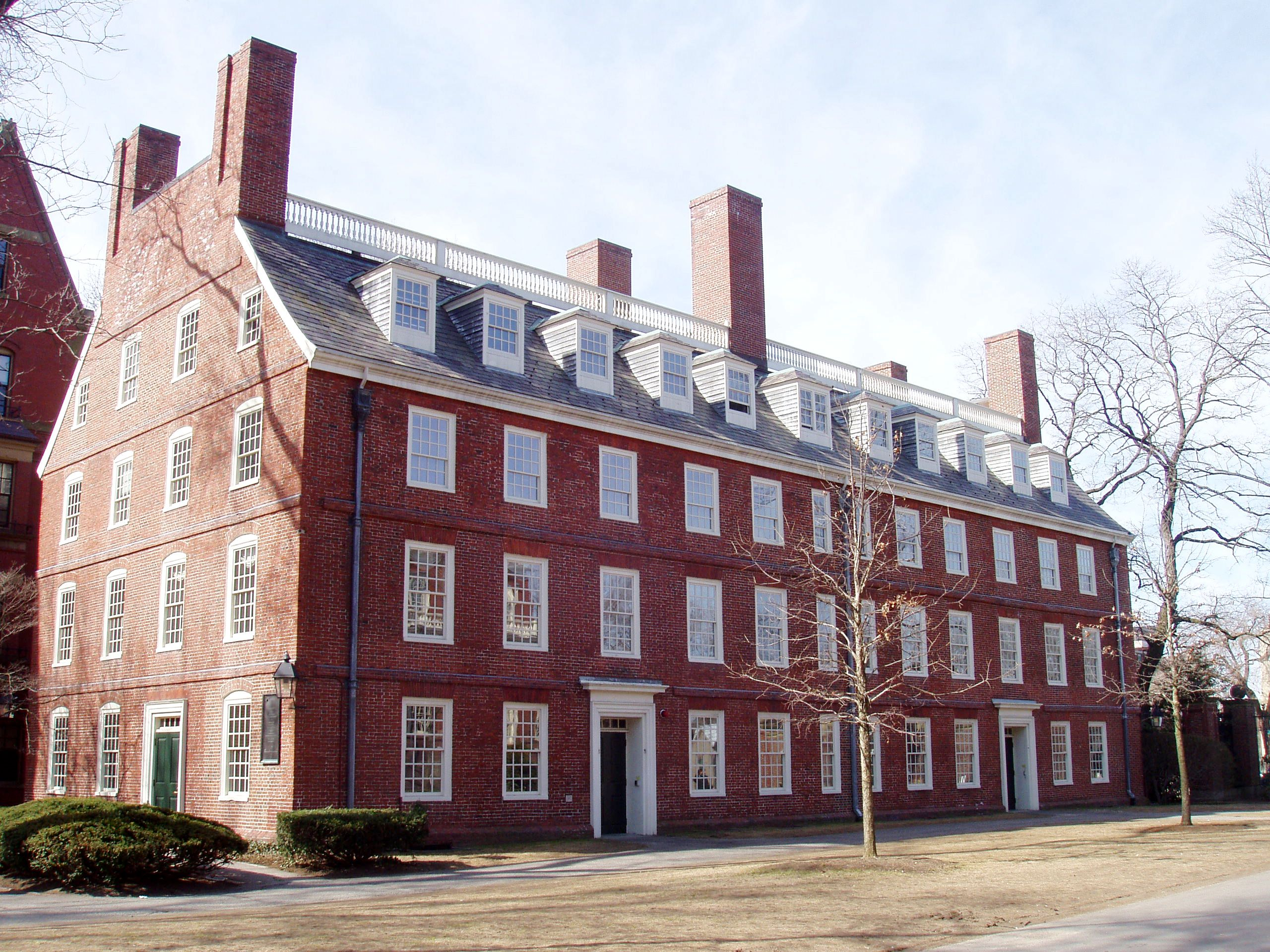
麻省大會堂，哈佛大學校園裡最古老的建築物之一。

哈佛大學佔地85公頃的本部坐落於劍橋市的哈佛庭院（Harvard Yard）上，庭院位於波士頓商業區西北方約5.5公里處。裡面包括中央行政辦公署及大學中央圖書館，另也有數棟學術大樓，如大學學堂、紀念教堂和新生宿舍等。共有十二所住宿大樓給大學生，九所位於哈佛庭院的南部，靠近查爾斯河；剩餘的則在庭院的西北方，那裡原本是以前拉德克利夫學院的學生宿舍，直到兩者合併使用同一的住宿政策為止。校園附近有公交車及鐵路等交通運輸服務，供學生教員們穿梭校園。
哈佛大學的商學院及大多數的體育設施均處於波士頓的西邊，佔地145公頃。市區的行人天橋——約翰韋特橋橫跨查爾斯河，並將兩處的校區相連。哈佛的醫學院、牙科學院及公共衛生學院則在長木醫學區，佔地約8.9公頃，在波士頓商業區的西南約5.3公里處，距離本部同樣5.3公里遠。醫學區附近有巴士到達本部，中途站還包括後灣及麻省理工學院。
每個宿舍都包括學生及管理員的房間，另也有飯堂、圖書館和其他學生康樂設施，這些大多數都由耶魯大學慈善家爱德华·哈克尼斯（Edward Harkness）捐贈。
原本為拉德克利夫學院本部的拉德克利夫庭院，現則成為哈佛大學拉德克利夫高等研究院的所在點，鄰近其他的哈佛大學研究院。
學生宿舍曾發生過罪案。在2009—2011年期間，哈佛宣布共錄得69宗性罪案、12宗搶劫案、15宗欺凌案、80宗爆竊案及10宗摩托車偷竊案。

### 其他地點
哈佛大學還擁有多個歷史景點及研究中心，遍佈不同地區。近至彼得鎮的哈佛樹園及華盛頓的敦巴頓橡樹園，遠至中國的哈佛上海中心和意大利佛罗伦萨的文藝復興研究中心。

### 校園擴建
近年，哈佛在奧爾斯頓購入大片土地以便向南部擴大校園面積。現在，大學在奧爾斯頓擁有的土地面積比在劍橋市的多出50%。有關方面也研擬多個交通運輸草議，如電車及大橋建設，以便連接本部及新校區。其他提議還包括擴建單車徑。校方指有關計劃不止令學校受惠，也方便鄰近的市民，因為多項設施都會開放供大眾使用。
校園擴建計劃的主要目地是為了加強哈佛在科技教育與研究的可持續性。大學將會在新校區起佔地五萬平方米的科研中心，這將會是多個跨學科部門的總部，包括哈佛幹細胞研究中心及進階工程學部。另外，也會加入多所學生宿舍。新的藝術館也獲列入擴建工程清單中。
惟近年捐款款額下降，使這些工程項目遲遲未能開始。

### 可持續發展
在2000年，哈佛開始其可持續發展項目，推廣綠色校園計劃，並設立專門機構（簡稱部門）負責有關計劃。擁有一千二百萬美元的基金，配合25名專業職工及多名學生的參與，哈佛的節能節水工程成為全美其中一個最成功的校園可持續發展項目，也是全美共27所獲美國可持續發展基金會評為“A級”的大學之一。

## 行政與架構

### 學院
哈佛大學現在共有十一所學術機構，包括十所學院及拉德克利夫高等研究學院：當中的文理學院再細分大學部哈佛學院、文理研究院、工程與應用科學院及進修學院，後者包括暑期與擴展學院。
文理學院：
1. 大學生學院
2. 文理研究院
3. 約翰·保爾森工程與應用科學院
4. 進修學院
5. 推廣教育學院（英语：Harvard Extension School）及暑期學院
6. 拉德克利夫高等研究院（英语：Radcliffe Institute for Advanced Study）

研究生/專業學院：
1. 醫學院
2. 牙醫學院
3. 推廣教育學院（英语：推廣教育學院）
4. 陳曾熙公共衛生學院（英语：Harvard T.H. Chan School of Public Health）
5. 法律學院
6. 商學院
7. 設計學院（英语：Harvard Graduate School of Design）
8. 神學院
9. 教育學院（英语：Harvard Graduate School of Education）
10. 约翰·F·肯尼迪政府學院

哈佛大學和鄰近的麻省理工學院一直存在著友好的競爭關係，這兩所學校經常有很多合作的研討會和項目，同時也建立一些共同的研究中心，例如哈佛-MIT健康科學與技術部及博爾研究中心。除了科研，有關學術部門也旨在培訓哈佛醫科生的生物醫學研究能力。兩校共同開發的網上課程則包括edX。

### 捐款回贈
哈佛大學收到的回贈款額為所有大學中最高。其資金從2010年9月的二百七十六億六千萬美元，上升至2011年的三百二十億美元，但在這之前的幾年裡，捐款數目有所下降：哈佛宣布在2008—2009年期間收到的回贈下降了22%，不過之前的報告顯示實際數目應為50%；福布斯報告裡提到，這意味著該校起碼少了一百二十億美元。此財政問題也導致哈佛的奧爾斯頓新校區建築工程遲遲未能開始，原本計劃在2011年落成、耗資十二億的科學大樓也未能在原定時間內完工。
2014年9月16日，哈佛宣布恒隆集团董事长陈启宗及其弟陈乐宗捐赠三亿五千万美元给哈佛公共衛生學院，后者改名为“哈佛陈曾熙公共卫生学院”以纪念陈氏兄弟父亲、恒隆集团创始人陈曾熙。
2015年6月3日，哈佛宣布避險基金經理约翰·保尔森（John Paulson）捐贈四億美元給哈佛工程與應用工程學院，打破2014年陈氏兄弟记录，而工程學院也改名為「哈佛約翰鮑爾森工程與應用科學學院」（Harvard John A. Paulson School of Engineering and Applied Sciences）。鮑爾森是1980年哈佛商學院的畢業生，這是哈佛建校379年以來最高額的捐款。

### 校訓
哈佛早期的校訓是「真理」（Veritas，1643年）、「榮耀歸於基督」（In Christ Gloriam，1650年），以及「為基督·為教會」（Christo et Ecclesiae，1692年）；印章展示三本翻開的書本，兩本面向上，一本面向下，象徵着理性（reason）與啟示（revelation）之間的互動。一份最早期的文獻——1642年的學院法例寫道：「讓每一位學生都認真考慮以認識神與耶穌基督為永生之源（約17:3），作為他人生與學習的主要目標，因而以基督作為一切正統知識和學習的惟一基礎。所有人既看見主賜下智慧，便當在隱密處認真藉著禱告尋求他的智慧。」這些校訓都是在美國建國前的宗教單一時期定下的。
後來，為符合聖經尊重全人類自由意志但需提供平等的知識受教權發展的學術自由原則，美國取消了基督宗教的唯一性，以宗教中立取而代之。追求真理和發展科學文化教育的事業逐漸興旺，哈佛大學校訓最終確定為「真理」。

## 學術泛論

### 招生
哈佛的招生以“高篩選、低轉入”見稱。大學部哈佛學院2017學年課程的錄取率僅為5.8%，為全美最難入讀的大學之一。據統計，有95%獲錄取的大學新生為高中成績及課外活動參與率十強的記錄保持者。哈佛在2009年賦予266名學生美國國家菁英獎學金，人數為全美高校之冠。

### 教學
哈佛大學為一所面積遼闊及有高住宿率的綜合型研究大學。早在1929年就已經獲得美國新英格蘭學校聯會（NEASC）的認可。大學現在提供46個學士主修課程、134個研究生課程及32個專業課程（醫、法等）。在2008-2009年期間，哈佛共頒發1664個學士學位、400個碩士學位、512個博士學位及4460個專業學位。
學士的入學申請人數其實只佔整體的很少一部分，學士課程主要為藝術及理學範疇（美國不少專業課程只供學士畢業生修讀）。在1978-2008年期間，所有學士生需完成七門主修以外的課程，作為核心課程的一部分；之後課程有變動，在2008年之後，所有學士生除了主修課程，還需完成八類的大學通識教育課程，它們分別是：美學與理解、文化與信仰、數學與簡化解釋、道德理解、生命科學、物理科學、世界與社會及美國與世界。另一方面，哈佛的研究生課程則非常多元化，並與其學士生課程有很大的關聯。不過，有某一部分的學生及教育組織批評哈佛的學士生課程過於依賴助教，指這樣會影響教育質素。
哈佛採用學期制教學，每個學年從九月初開始直到五月中旬，分上下兩個學期。學士生在每個學期/半學年裡需完成四門指定科目，並須保持這個報讀率以維持作為全職學士生的資格。每個主修科目均提供基礎課程及高級課程供學生選擇。以排名首4-5%成績畢業的學生會獲賦予最高榮譽學位證明，剩下的前15%的學生獲的頭銜，其餘的30%則為。大學不同學科部均有不同的獎學金及獎項頒發。惟近年哈佛及很多其他的美國大學被批評出現「等級通脹」的情況，很多獎學金及榮譽的要求不斷上升，例如：哈佛學院獲得拉丁文學位榮譽的學生人數從2004年的90%，下降至2005年的60%。不過，也有報告指出，學生們的學習動力及拼搏精神卻因此得以提升。
2009-2010年的哈佛學士學費為33696美元，若加上住宿等生活雜費的話則為48868美元。2007年起哈佛實行財政援助計劃：所有家庭年收入低於六萬美元的學生一律免學費及住宿費，收入介乎六萬-八萬美元的則每年只需繳付數千元的學費。哈佛還宣布，收入在十二萬-十八萬美元的，學費為其家庭每年收入的10%。2009年，哈佛授予總計4.141億美元的獎學金。

### 圖書館及博物館

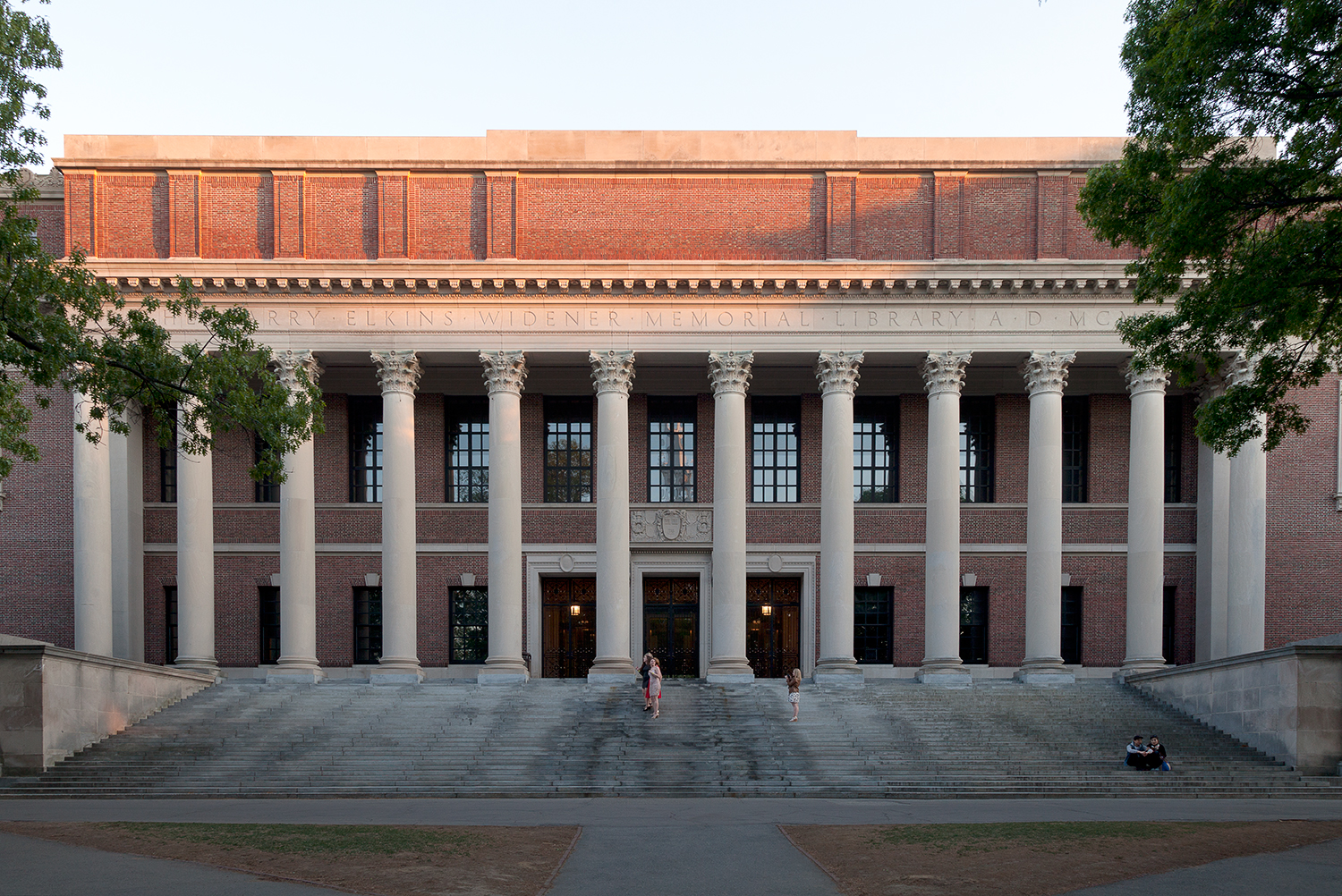
懷德納圖書館

哈佛大學圖書館的中央系統位於哈佛庭院的懷德納圖書館內，整個系統覆蓋80所不同的圖書館，整體館藏量超過1600萬冊，使其成為全美最大的學術圖書館網絡，同時位居全美第三（僅次於美國國會圖書館和波士顿公共圖書館）。不同的圖書館適合不同類型的讀者進入：位處於劍橋市本部的加博科學圖書館（Cabot Science Library）、拉蒙特圖書館（Lamont Library）及懷德納圖書館為大學生最常去的圖書館；霍頓圖書館（Houghton Library）及亚瑟·伊麗莎白施莱辛格圖書館（Arthur and Elizabeth Schlesinger Library）專門收藏有關美國女性地位發展的歷史參考；哈佛大學資料庫搜羅各種珍貴的書籍及手抄搞；美國一些最古老的地圖、地名冊等能在哈佛的蒲賽圖書館（Pusey Library）內找到；而哈佛燕京圖書館內則保管與東亞古老語言相涉的文獻。
- - 卡本特視覺藝術中心（Carpenter Center for the Visual Arts）：由著名建築師勒·柯布西耶設計；現為大學電影及藝術部的資料庫。
  - 哈佛藝術館（Harvard Art Museums），包括：

亚瑟·M·萨克勒画廊（Arthur M. Sackler Museum），內藏亞洲藝術品
布希雷辛格博物館（Busch-Reisinger Museum），內藏中歐及北歐藝術品
福格藝術博物館（Fogg Museum of Art），內藏西方中世紀至今（特別是意大利文藝復興、英國前拉斐爾派及十九世紀法國）的藝術品。
史特勞斯保存中心（Straus Center for Conservation）
  - 哈佛自然歷史博物館（Harvard Museum of Natural History），包括：

哈佛大學植物標本館（Harvard University Herbaria）
礦物與地理博物館（Mineralogical & Geological Museum）
比較動物學博物館（Museum of Comparative Zoology）
  - 阿諾德植物園（Arnold Arboretum）
  - 科學歷史典藏（Collection of Historical Scientific Instruments）
  - 哈佛林之費雪博物館（Fisher Museum at the Harvard Forest）
  - 畢巴底考古與民族博物館（Peabody Museum of Archaeology and Ethnology）
  - 閃族博物館（Semitic Museum）
  - 華倫解剖學博物館（Warren Anatomical Museum）

### 排名聲譽
各類綜合排行榜中，《世界大學學術排名》與《泰晤士世界聲譽排名》自首次發佈以來，均一直將哈佛列為最佳學府。2003至2009年期間，QS與《泰晤士高等教育》曾合作發表《泰晤士高等教育-QS世界大學排名》，哈佛同樣每年位處榜首。
《泰晤世高等教育》長年將哈佛連同麻省理工學院、史丹福大學、柏克萊加州大學及英国的牛津大学、剑桥大学列為六間世界最頂尖超級大學（英語：Super Six Universities）。
《2015-16年大學學術成就排名》及2011年《國立巴黎高等礦業學校：世界大學專業排名》評哈佛大學為第一（後者計算持財富世界500強公司總裁一職的校友人數）。根據2016年《普林斯頓評論》的調查，此校為全美學生與家長心中的「第二夢想學府」。哈佛於由  舉辦的2016年《最具價值學府報告》中，位列全國第二十二位。

## 校園生活
|                 | 大學生 | 研究生 | 專業修讀生 | 整體美國人口比 |
| --------------- | ------ | ------ | ---------- | -------------- |
| 黑人/非西班牙裔 | 7%     | 5%     | 6%         | 12.2%          |
| 亞洲人          | 16%    | 9%     | 18%        | 4.8%           |
| 白人/非西班牙裔 | 43%    | 42%    | 42%        | 63.7%          |
| 西班牙裔        | 8%     | 5%     | 6%         | 16.4%          |
| 美洲本土人      | 0.1%   | 0.2%   | 0.3%       | 0.2%           |
| 國際海外學生    | 10%    | 27%    | 14%        | --             |

### 學生群體
2010年的統計顯示，哈佛在過去的六年裡，學生人數一直維持在一萬九千至兩萬一千名不等。當中，無論是大學生、研究生還是專業課程修讀生的男女比例都非常均勻：大學生大約有51%為女性；研究生為48%；而專業修讀生則為49%。

### 體育

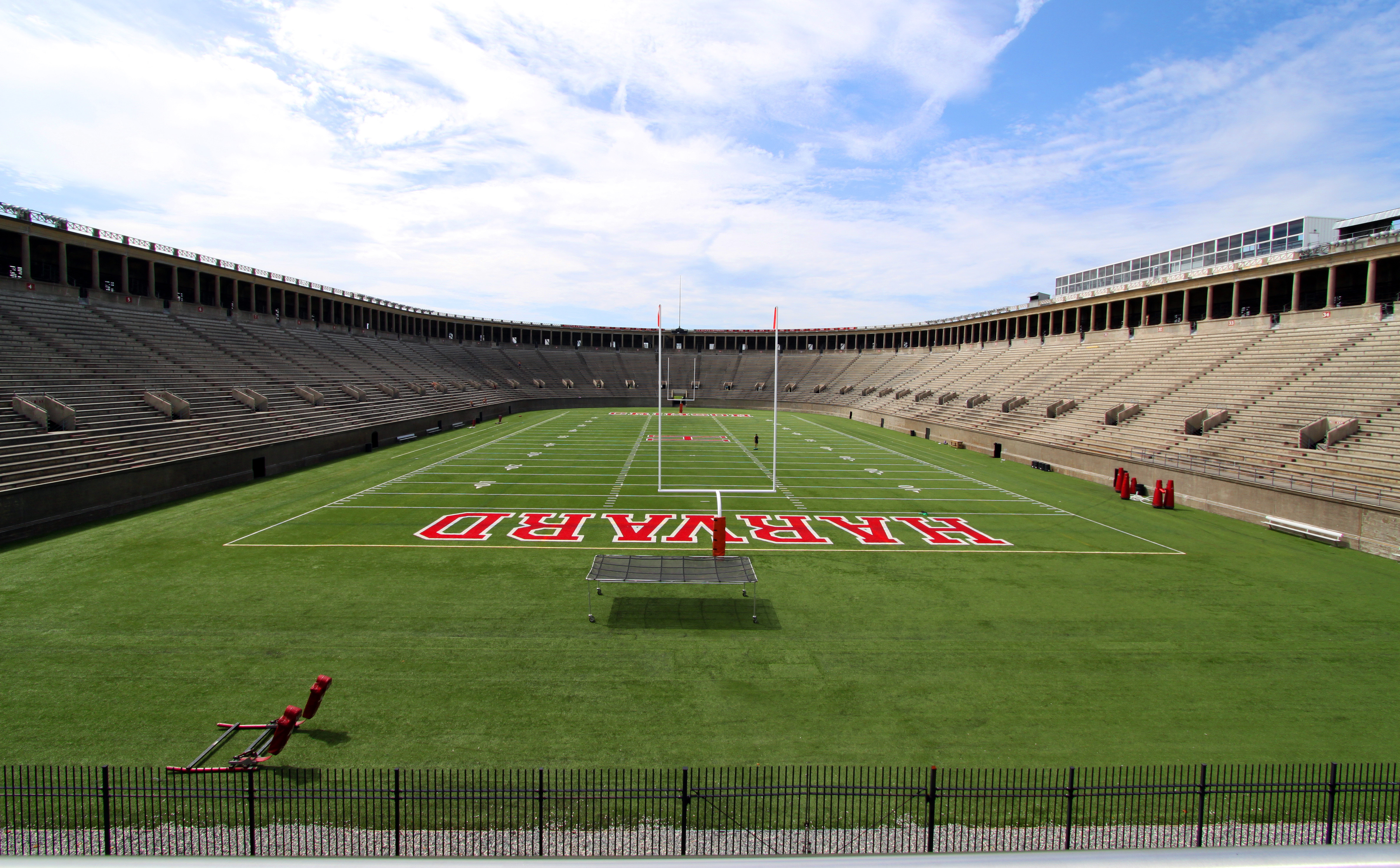
哈佛體育場

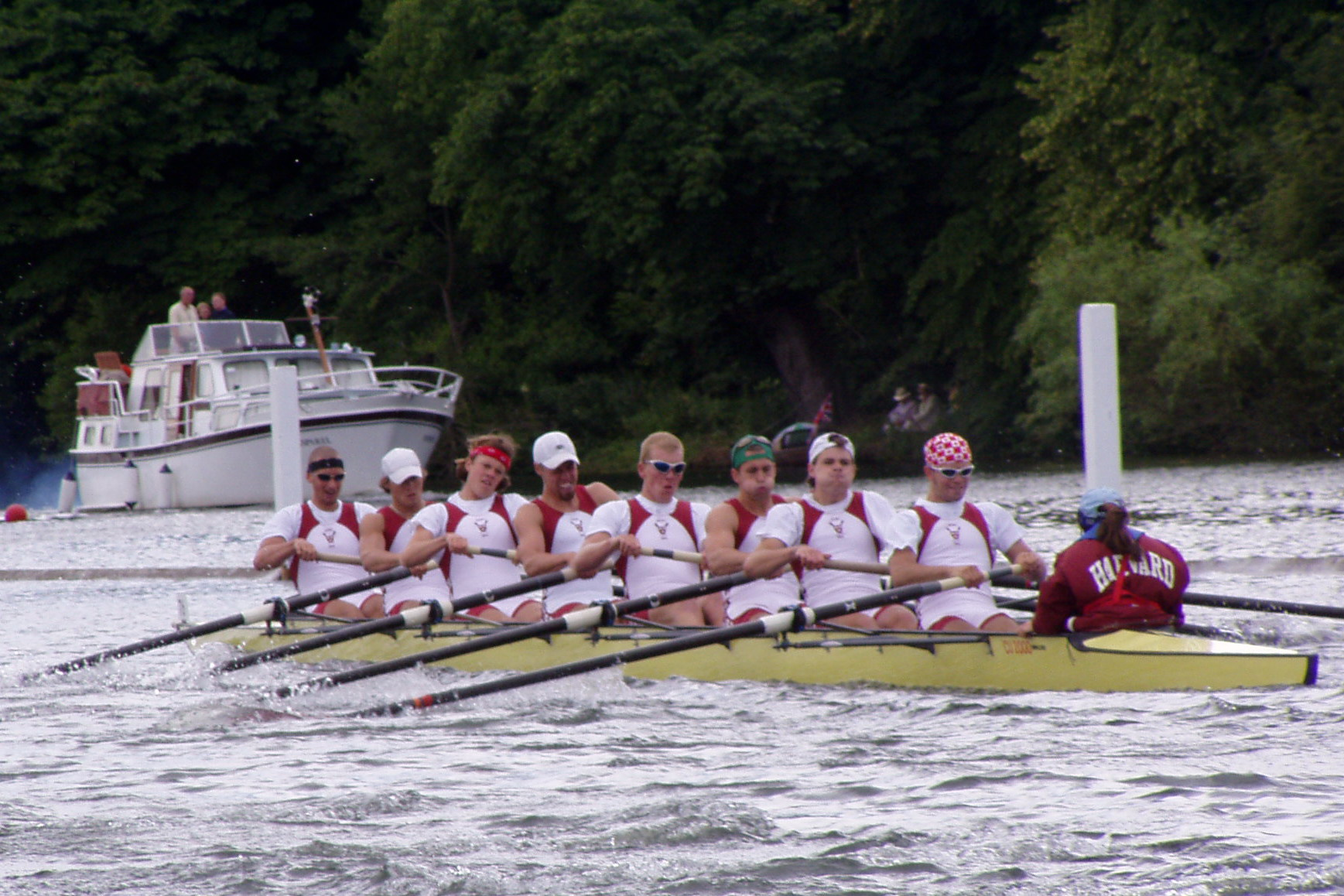
哈佛男子八人单桨连舵手艇

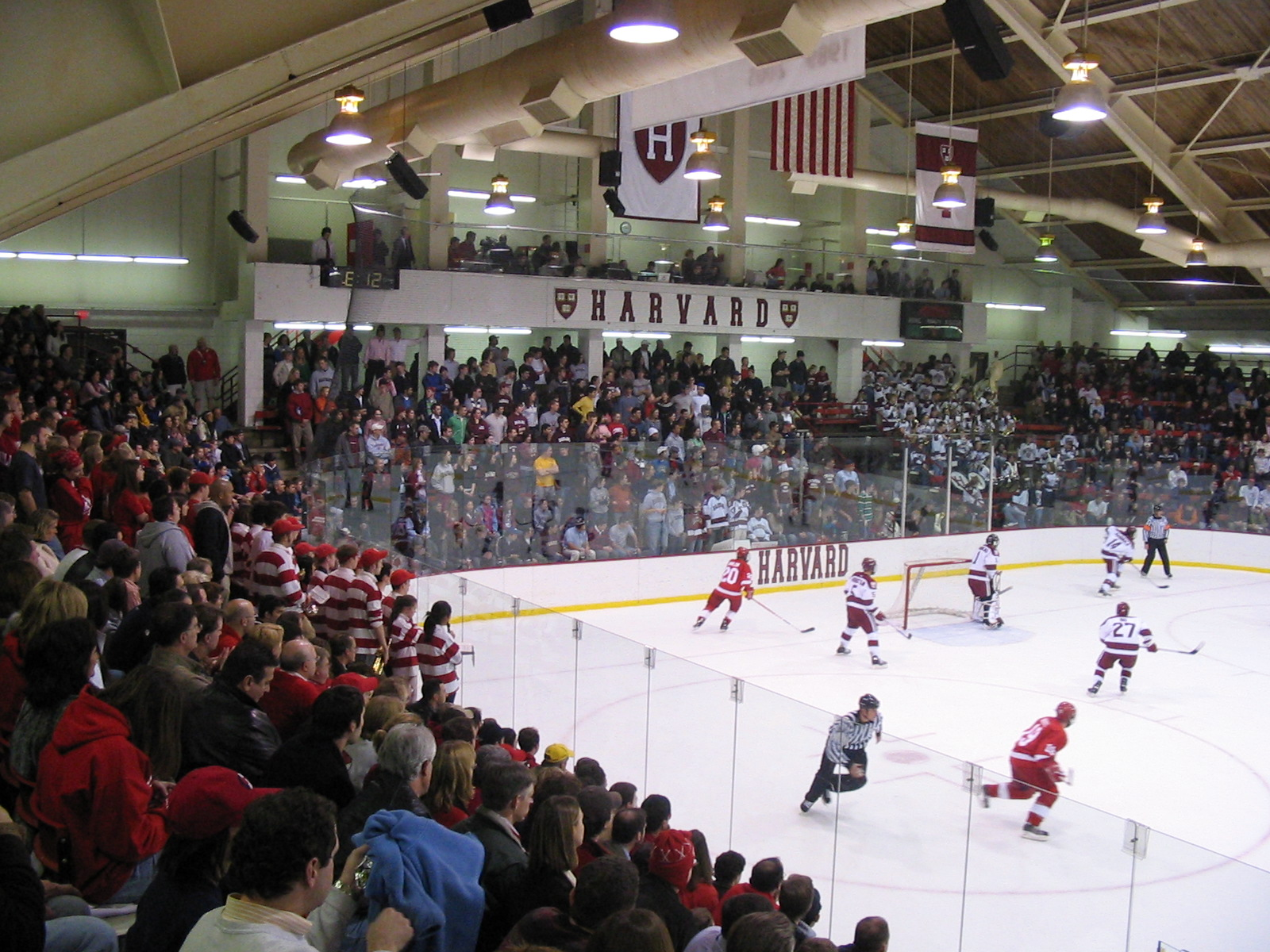
哈佛-康奈爾曲棍球比賽（2006年）

緋紅色（Crimson）為此校的代表色。校刊及校隊也以為名，稱之為（哈佛緋紅）。校方現共有42組男女運動校隊，屬全美大學體育協會甲組（Division I (NCAA)）。但與其他常春藤盟校成員一樣，哈佛不提供體育獎學金。其中以哈佛-耶魯的划船及足球競賽最受觸目，前者更是全美最古老的大學體育競賽項目。在19世紀末，包括當時的校長查爾斯·艾略特在內的反對者，提倡正本清源及限制大學體育競賽。他們批評有關競賽過於商業化，另也使學生失去韋編三絕的學習精神。學校體育委員會被逼發展冷門項目——籃球及曲棍球，以取代熱門的足球、棒球、賽艇等。可是，校方透過減少財政資助及限制校隊離校競賽的機會，進一步向學校籃球隊施壓。在種種的壓力及反對聲音之下，哈佛籃球隊最終於1909年衰落。
其最大的體育比賽競爭對手為耶魯大學，這種競爭關係為兩校的傳統之一。哈佛大學與耶魯大學的體育競爭一向都非常激烈，當中以始於1875年的美式足球賽事最為受到關注，兩校常直接稱呼此賽事為「比賽」（The Game）。這傳統同時也影響美式足球競賽的發展模式。1903年哈佛體育場（Harvard Stadium）的新設計及佈局減輕了球員們在比賽時跌倒受傷的風險。美式足球之父——當時的耶魯大學足球隊首長沃爾特·坎普表示讚賞，惟希望場地能更遼闊一點，但因哈佛土地面積有限而辦不到這點。這促使坎普在1906年想出新的規則以瀰補場地面積不足的缺陷。這對美式足球發展影響深遠。除了橄欖球，哈佛耶魯的體育競爭也包括賽艇項目。賽事每年都會在康涅狄格州泰晤士河舉行。可是每隔一段時間，它們亦都會聯手對陣英國的劍橋大學及牛津大學，此比賽也是歷史最悠久的跨國高校體育競爭活動。
哈佛與其他大學也有體育競賽，包括與康奈爾大學的冰球比賽。

### 歌曲
哈佛大學有很多勵志的歌曲，如 、等。這些均會在比賽打氣時播放或歌唱，多由哈佛大學樂隊演奏。新生在入學時亦會獲教授這些傳統歌曲。

## 著名人物

### 教師
哈佛大學聚集很多來自不同學术圈及國家的教師，不少均為該學術領域裡德高望重的學者，他們曾或現在任教於哈佛。例如：生物學家艾德華·威爾森、物理學家羅伊·格勞伯、化學家艾里亞斯·詹姆斯·科裡及達德利·赫施巴赫、電子計算機學家邁克爾·拉賓及萊斯利·瓦利安特、歷史學家亨利·路易斯·盖茨、經濟學家阿馬蒂亞·庫馬爾·森等等。

### 校友
哈佛大學培養不少著名人士，涵蓋不同學科。
在政治、公共政策方面，不少國內外的國家元首均畢業於哈佛。其中包括8名美國總統，他們分別是：約翰·亞當斯、約翰·昆西·亞當斯、拉瑟福德·伯查德·海斯、西奧多·羅斯福、富蘭克林·德拉諾·羅斯福、約翰·肯尼迪、喬治·沃克·布什及巴拉克·奧巴馬。除此，其他國家元首則有前智利总统塞瓦斯蒂安·皮涅拉；前哥伦比亚总统胡安·曼努埃尔·桑托斯；前哥斯达黎加总统何塞·玛丽亚·菲格雷斯；前墨西哥总统费利佩·卡尔德龙、卡洛斯·薩利納斯·戈塔裡、米格尔·德拉马德里；中華民國總統賴清德、前中華民國總統馬英九。中华人民共和国国务院前副总理刘鹤、前中華民國副總統呂秀蓮、前联合国秘书长潘基文等人也是哈佛大学的校友。
在體育方面，則有前NBA球星林書豪、索爾·馬利亞斯辛、艾德·史密斯，不過後面兩位皆只在NBA效力過一個賽季，且已經是上個世紀的事情。文艺方面，有奥斯卡最佳女主角得主娜塔莉·波特曼，奥斯卡最佳导演得主达米恩·查泽雷等。
在武術教育方面，亦有詠春拳名師郭威賢。
其也是62名富豪企業家及335位羅德學者的母校，分別是：微軟創始人比爾·蓋茲、Facebook創始人馬克·朱克伯格，人數均位列美國教育機構之首。除此共有152名諾貝爾獎得主現在或曾經於哈佛學習或工作。

## 争议

### 學生公平錄取組織訴哈佛
大学生公平录取組織指控哈佛大學為了平衡各種族人數，故意在非亞裔和亞裔申請者分數相當情況下優先錄取非亞裔。大学生公平录取組織稱，若是哈佛大學按照成績來錄取，亞裔學生人數將遠遠高於其他族裔。2019年10月1日，美国马萨诸塞联邦地区法院法官艾利森·戴爾·伯魯斯裁決大学生公平录取組織敗訴。

## 大眾文化
古老的哈佛大學也在不少著名小說及電視電影節目裡出現。由威廉·福克納所著《喧嘩與騷動》最为著名。由於哈佛一般禁止在校園裡（特別是室內）進行拍攝，故大多有關此校的場景均在別處拍攝模仿。有關作品包括：《無照律師》《爱在哈佛》等等。